# Bois et mallee du Murray et du Darling
Localisation
Les bois et mallee du Murray et du Darling forment une écorégion définie par le fonds mondial pour la Nature (WWF) qui couvre une zone de près de 200 000 km2 à cheval entre le sud-est de l'Australie-Méridionale, le nord-ouest du Victoria et le sud-ouest de la Nouvelle-Galles du Sud, en Australie. Elle appartient à l'écozone australasienne et au biome des forêts, terres boisées et broussailles méditerranéennes.